# لڭفاف
لڭفاف هي قرية مغربية غرب المملكة. تنتمي لڭفاف لإقليم خريبكة. تضم هذه الجماعة القروية 8.250 نسمة تضمن (إحصاء 2004).